# 小草原
小草原（英語：Little Lea，又譯小李爾）是英國北愛爾蘭貝爾法斯特西德罕的一棟建築物，曾為作家C·S·路易斯童年時期的住所。

## 介紹
1905年，路易斯的父親艾伯特·路易斯帶著全家人搬進了小草原。對當時的小路易斯而言，這棟房子就跟城市一樣大。小草原內藏有不少書籍，路易斯在此閱讀了柯南·道爾、馬克·吐溫和碧翠絲·波特等人的著作。後來由於路易斯的母親去世，因此路易斯離開了小草原，被父親送走。
路易斯之後回憶說：
|  | 那棟新房子在我成長過程扮演重要角色。我可以說是那棟房子的產物……還有，到處都是書——書房裡，儲藏室，衣帽間，臥室裡，到處都有書 |

小草原作為路易斯童年時期的住宅，激發了他的想像力，亦可能為《獅子·女巫·魔衣櫥》裡寇克教授住宅的靈感來源。
目前的小草原為私人住宅，並不對外開放。但房前牆上仍掛有藍色匾額標示C·S·路易斯曾經在此居住過。